# Nina Bellosa
Nina Bellosa, geborene Maria Friederike Wilhelmine Lay, auch Lina Lay, verheiratete Nina Moltke (* 31. Dezember 1823 in Gonsenheim; † 23. März 1899 in Gotha) war eine deutsche Theaterschauspielerin.

## Leben
Bellosa war ein Schauspielerkind und debütierte im Herbst 1849 auf der Hofbühne in Coburg, wo sie bis zu ihrem Tod beinahe ein halbes Jahrhundert verblieb. Im Juli 1896 wurde sie pensioniert und zum Ehrenmitglied des Hoftheaters ernannt. 2023 wurde der Platz vor dem Globe Coburg ihr zu Ehren Nina-Bellosa-Platz getauft. 
In erster Ehe war Nina Bellosa mit dem Schauspieler Gustav Carl Moltke (1806–1887) verheiratet, von dem sie geschieden wurde. Sie heiratete in zweiter Ehe 1856 in Coburg den Schauspieler Konrad Bellosa.

## Bühnenrollen
- Coburg, Herbst 1849: Eugenie in den Fabrikanten
- Gotha, Januar 1896: im Stück Heimath von Hermann Sudermann